# Federace
Federace (latinsky fœdus, „smlouva“) je typ uspořádání státu, kdy jde o složený stát,
skládající se ze států - členů federace s různým označením (státy, země, republiky, kantony, provincie). Ve federacích je svéprávné postavení jednotlivých členských států zajištěno ústavou nebo smluvně a nemůže být měněno jednostranným rozhodnutím centrální vlády (např. Švýcarsko, do značné míry i USA). Státní moc je ve federaci rozložena mezi federální orgány a orgány členských států. Právním základem federace je ústava (u konfederace mezinárodní smlouva), je zde dvojí občanství (subjektu federace a federace jako celku) a právní akty federace jsou přímo závazné pro osoby (u konfederace jen pro členské státy).

## Charakteristika
Federace má vždy plnou mezinárodní subjektivitu a dělí se na:
- federaci vnitrostátní – členské státy nemají mezinárodní subjektivitu – USA, Mexiko, Československo 1969–1992.
- federaci mezinárodní – členské státy mají omezenou mezinárodní subjektivitu a mohou vlastním jménem uzavírat mezinárodní smlouvy v rozsahu stanoveném federální ústavou – Německo, Švýcarsko, Rakousko, Sovětský svaz, Československo ke konci roku 1992.

Členské státy zpravidla nemají právo z federace vystoupit. Některé federace však umožňují právo na vystoupení – Sovětský svaz, Československo 1991–1992. Příkladem sporu o právo na výstup je občanská válka v USA 1861–1865, kdy jižní státy vystoupily a založily konfederaci, zatímco severní to považovaly za protiústavní povstání.
Federace bývá založena:
- buď na základě etnického hlediska (společný jazyk, kultura, náboženství, ideologie)
- nebo na jiném principu (územním, hospodářském, obranném)

Takový společný účel, společná identifikace mohou vzniknout:
- dobrovolně, politickým konsenzem (dobrovolný svazek, „národ z vůle“)
- nebo byly vynuceny politickou a/nebo vojenskou silou zakladatele, zakladatelů (doprovázené vnucením jednoho nebo tzv. nadřazeného jazyka nebo ideologie).

Federace jsou zpravidla smluvně potvrzeny jejími členy (signatářskými státy). Přičemž jednotliví členové:
- buď nemají právo z ní (jednostranně) vystoupit (ať de iure nebo de facto)
- nebo, zpravidla, jim je takové právo federální ústavou nebo smluvně zaručeno.

Quasi federace (též kvazifederace) – definice federace, která vychází ze všech ústav daných států, které se v nich samy jako federace definují (např. SRN, Rakousko aj.).
Nominální federace – federativní zřízení zakotveno v ústavě, ale prakticky se tak vůbec neprojevuje (např. ČSSR do roku 1989).
Symetrická federace – členské jednotky mají stejné postavení (USA, Švýcarsko)
Asymetrická federace – členské jednotky nemají stejné postavení (Rusko)

## Federalismus
Pojem federalismus označuje politický systém federací, jejich formu vlády nebo správy.
V politologii tento pojem popisuje společensko-politické uspořádání (politický systém) a jeho zkoumání, zpravidla empirické a zahrnující i další důležité faktory, jako např. ekonomii nebo spokojenost individuí.
Také je tak označována ideologie jeho stoupenců, někdy i bez ohledu na jejich skutečné znalosti nebo záměry.

## Příklady federací

Federativní státy ve světě

| Rok založení | Federace                | Části federace                             | Hlavní části federace                                                                        | Další součásti federace                                                          |
| ------------ | ----------------------- | ------------------------------------------ | -------------------------------------------------------------------------------------------- | -------------------------------------------------------------------------------- |
| 1853         | Argentina               | Argentinské provincie                      | 23 provincii                                                                                 | 1 autonomní město                                                                |
| 1920         | Rakousko                | Spolkové země v Rakousku                   | 9 spolkových zemí                                                                            |                                                                                  |
| 1995         | Bosna a Hercegovina     | Administrativní dělení Bosny a Hercegoviny | 2 entity                                                                                     | 1 distrikt                                                                       |
| 1889         | Brazílie                | Státy Brazílie                             | 26 států (Dříve 18 provincii během období monarchie v letech 1822 a 1889)                    | 1 federální distrikt a 5,565 obcí                                                |
| 1975         | Komory                  |                                            | 3 ostrovy                                                                                    |                                                                                  |
| 1995         | Etiopie                 | Administrativní dělení Etiopie             | 9 regionů                                                                                    | 2 města                                                                          |
| 1949         | Německo                 | Spolkové země Německa                      | 16 spolkových zemí                                                                           |                                                                                  |
| 1950         | Indie                   | Indické státy a teritoria                  | 29 států                                                                                     | 7 unijních teritorii, včetně Teritoria hlavního města                            |
| 2005         | Irák                    | Administrativní dělení Iráku               | 18 provincii                                                                                 |                                                                                  |
| 1821         | Mexiko                  | Státy Mexika                               | 31 států                                                                                     | 1 federální distrikt                                                             |
| 1979         | Mikronésie              | Federativní státy Mikronésie               | 4 státy                                                                                      |                                                                                  |
| 2008         | Nepál                   | Provincie Nepálu                           | 7 provincií                                                                                  |                                                                                  |
| 1963         | Nigérie                 | Státy Nigérie                              | 36 států                                                                                     | 1 teritorium                                                                     |
| 1956         | Pákistán                | Administrativní dělení Pákistánu           | 4 provincie                                                                                  | 4 federální teritoria                                                            |
| 1992         | Rusko                   | Administrativní dělení Ruska               | 22 republik, 46 oblastí, 9 krajů, 1 autonomní oblast, 4 autonomní okruhy, 3 federální města. |                                                                                  |
| 2012         | Somálsko                | Administrativní dělení Somálska            | 18 států                                                                                     |                                                                                  |
| 2011         | Jižní Súdán             | Administrativní dělení Jižního Súdánu      | 10 států                                                                                     |                                                                                  |
| 1956         | Súdán                   | Administrativní dělení Súdánu              | 18 států                                                                                     |                                                                                  |
| 1848         | Švýcarsko               | Švýcarské kantony                          | 26 kantonů                                                                                   |                                                                                  |
| 1776         | Spojené státy americké  | Státy USA                                  | 50 států                                                                                     | 1 federální distrikt; 4 Commonwealths; 1 začleněné území, 11 nezačleněných území |
| 1863         | Venezuela               | Administrativní dělení Venezuely           | 23 států                                                                                     | 1 federální distrikt, 1 federální dependence                                     |
| 1901         | Austrálie               | Australské státy a teritoria               | 6 států                                                                                      | 3 teritoria                                                                      |
| 1970         | Belgie                  | Administrativní dělení Belgie              | 3 komunity, 3 regiony                                                                        |                                                                                  |
| 1867         | Kanada                  | Kanadské provincie a teritoria             | 10 provincií                                                                                 | 3 teritoria                                                                      |
| 1963         | Malajsie                | Státy Malajsie                             | 13 států                                                                                     | 3 federální teritoria                                                            |
| 1983         | Svatý Kryštof a Nevis   | ostrovy/farnosti                           | 2 ostrovy/14 farností                                                                        |                                                                                  |
| 1971         | Spojené arabské emiráty | Emiráty                                    | 7 emirátů                                                                                    |                                                                                  |

## Citáty
- „Existují dvě slova v politice, která nejde přeložit. Federalismus a liberalismus. … Filosofie federalismu znamená respekt vůči rozdílnosti. … Ale ve Francii federalista znamená, že politika se rozdíly snaží odstraňovat. … V Kanadě to znamená, že federalista žádné rozdíly nechce. Quebečané se definují jako antifederalisté. Být federalista pro mne znamená respekt k odlišnosti při spolupráci.“ –François Bayrou, Praha, květen 2006,

## Fiktivní federace
- Spojená federace planet ve světě Star Treku.
- Galaktická republika (spolková/federativní republika) a Konfederace nezávislých systémů ve světě Star Wars.
- Dvanáct kolonií Kobolu, federace dvanácti planet ve světě Battlestar Galacticy
- Spojená Federace v světě Papers, Please